# أوقست فريدريك فايفر
أوقست فريدريك فايفر (بالألمانية: August Friedrich Pfeiffer)‏ هو أمين مكتبة وأستاذ جامعي ألماني، ولد في 13 يناير 1748 في إرلنغن في ألمانيا، وتوفي في 15 يوليو 1817.